# نهائي كأس القارات 1999
نهائي كأس القارات 1999 مباراة كرة القدم لتحديد الفريق الفائز في بطولة كأس القارات 1999، في النسخة الرابع من بطولة كأس القارات، والمسابقة الثانية الذي ينظمه الاتحاد الدولي لكرة القدم (فيفا)، بين منتخب منتخب المكسيك لكرة القدم ومنتخب منتخب البرازيل لكرة القدم، في تاريخ 04 أغسطس 1999 على ملعب أزتيكا، في العاصمة مكسيكو سيتي، أثر تأهل منتخب المكسيك بعد فوزه على منتخب الولايات المتحدة وفوز منتخب البرازيل على منتخب المملكة العربية السعودية في مباريات نصف نهائي من المسابقة، تمّ تعيين الحكم الدولي السويدي أندريس فريسك لإدارة المباراة، بنهاية الوقت الأصلي تمكن منتخب المكسيك بقيادة المدرب مانويل لابوينتي، من الفوز في المباراة بنتيجة 4-3 وسط حضور جماهيري يعتبر الأعلى في تاريخ كأس القارات حيث بلغ عدد المتفرجين 110 آلاف متفرج.
وحصل منتخب المكسيكي على اللقب الأول في تاريخه، بدون هزيمة وكأول فريق كونكاكاف يحقق البطولة. أصبحت المكسيك أول فريق يفوز باللقب على أرضه، تليها فرنسا (2003) والبرازيل (2013). بالإضافة إلى ذلك، كانت المكسيك هي البطل الوحيد في البطولة الذي لا ينتمي إلى اتحاد أمريكا الجنوبية لكرة القدم أو الاتحاد الأوروبي لكرة القدم.
منذ ذلك الحين أُطلق على المكسيك لقب «عملاق الكونكاكاف» بسبب هيمنتها على المنطقة والكأس الذهبية، يعتبر لقب كأس القارات أهم انجاز للمنتخب المكسيك الوطني لكرة القدم، قبل ذلك النهائي لم يتمكن منتخب المكسيك من تحقيق الانتصار على منتخب البرازيل إلا في ثلاثة مباريات فقط في التاريخ مباراتين وديتين، في 10 يوليو 1968 في ملعب أزتيكا ونتهت بنتيجة 2-1، ومباراة ودية أخرى في 31 أكتوبر 1968 على ملعب ماراكانا وانتهت بنتيجة بنفس النتيجة، والمباراة الثالثة كان في نهائي كأس كونكاكاف الذهبية 1996.
بعد خسارة المنتخب البرازيلي اللقب أمام فرنسا في نهائي كأس العالم 1998 ، تولى فاندرلي لوكسمبورغو المنصب مدرب للمنتخب البرازيلي في العام التالي، ليتمكن من قيادة منتخب البرازيل للفوز بالمسابقة القارية كوبا أمريكا 1999 في باراغواي بدون هزيمة، ليتخلى فاندرلي لوكسمبورغو عن اللاعبين الأساسيين والاحتياطيين للمنتخب الأول تخلى فاندرلي لوكسمبورغو عن ريفالدو، ورونالدو، وكافو، وروبرتو كارلوس، وفضل عدم اصطحاب لاعبين تزيد أعمارهم عن 23 عامًا، ولعب في كأس القارات بفريق رديف، باختبار لاعبي أعمار الأولمبية منهم رونالدينيو جاوتشو، أليكس، لويز ألبيرتو، ماركوس باولو، اثريسون، روني ووارلي بمتوسط أعمار 23.4 سنة، لتكون البطولة مختبراً لتشكيل فريق من شأنها المنافسة في دورة الألعاب الأولمبية في سيدني 2000، خسرت البرازيل اللقب أمام المكسيك. لكن هذا العمل أسفر عن ثلاثة أبطال للعالم في كأس العالم 2002 الحارس ديدا، لاعب الوسط رونالدينيو أفضل في العالم في عامي 2004 و 2005، ولاعب الوسط فامبيتا، بالرغم من ذلك لم يُطرد فاندرلي لوكسمبورغو بسبب تحقيقه وصافة كأس القارات. واستمر مشرفًا فنياً على منتخب البرازيل حتى عام 2002

## عن الفريقين
| الفريق   | التتويج | المشاركات السابقة في النهائيات (الخط الغليظ للأرقام يشير لسنة التتويج باللقب) |
| -------- | ------- | ----------------------------------------------------------------------------- |
| البرازيل | 1       | (1997)                                                                        |
| المكسيك  | 0       | لم يسبق له الظهور في نهائي                                                    |

## خلفية
هذه هي المرة الأولى التي تغلب فيها المكسيك على البرازيل في نهائي بطولة يشرف عليها الاتحاد الدولي فيفا. قبل البطولة لم تفز المكسيك مطلقًا ببطولة فيفا، لكنها اقتربت من النسخة الثانية (النسخة الأخيرة أيضًا) من كأس الملك فهد، وانتهى بها الأمر في المركز الثالث، تحت قيادة الدنمارك والأرجنتين.
بالنسبة للبرازيل، كان هذا النهائي الثاني على التوالي بعد فوزه على أستراليا في نهائي كأس القارات 1997، مما جعله أول فريق يفوز بالبطولة، منذ تولى الفيفا كأس الملك فهد.

### المكسيك
كانت هذه هي المرة الأولى التي تتأهل فيها المكسيك لنهائي البطولة، وأول مرة يصل فيها ممثل كونكاكاف إلى النهائي.
في أول ظهور لها في البطولة، فازت المكسيك 5-1 في أول مباراة لها ضد المملكة العربية السعودية. في وقت لاحق، تعادلوا في مباراة مخيبة للآمال 2-2 ضد مصر، والتي حصلت على هدف التعادل الدراماتيكي في الدقائق الخمس الأخيرة. في آخر مباراة في دور المجموعات، كانت بوليفيا منافسة لها، حيث تغلبت عليها 1-0 في الدقيقة 52، مما أعطى المكسيك إجمالي سبع نقاط. ثم في الدور نصف النهائي، وقفت الولايات المتحدة في طريق المكسيك، لكنها هُزمت في وقت لاحق 1-0 بهدف ذهبي، وسجل في الدقيقة 97 التي أعطت المكسيك التذكرة الأولى للنهائي.

### البرازيل
في غضون ذلك، كانت هذه هي المباراة النهائية الثانية على التوالي للبرازيل. كانوا يتطلعون للفوز بكأس القارات للمرة الثانية، مثل نسخة 1997.
ظهر حامل اللقب لأول مرة في البطولة بفوزه 4-0 على ألمانيا المخيبة للآمال بشكل مفاجئ. ثم فاز على الولايات المتحدة بفوز 1-0 فقط. في وقت لاحق، أنهوا صدارة مجموعتهم برصيد تسع نقاط بعد أن هزموا نيوزيلندا 2-0. في الدور نصف النهائي، فازوا بشكل مذهل على السعودية 8-2 ليؤهلوا المباراة النهائية الثانية على التوالي.

## الطريق إلى النهائي
| الفريق   | لعب | فوز | تعادل | خسر | له | عليه | ف.أ | نقاط |
| -------- | --- | --- | ----- | --- | -- | ---- | --- | ---- |
| المكسيك  | 3   | 2   | 1     | 0   | 8  | 3    | 5   | 7    |
| السعودية | 3   | 1   | 1     | 1   | 6  | 6    | 0   | 4    |
| بوليفيا  | 3   | 0   | 2     | 1   | 2  | 3    | -1  | 2    |
| مصر      | 3   | 0   | 2     | 1   | 5  | 9    | –4  | 2    |

| الفريق           | لعب | فوز | تعادل | خسر | له | عليه | ف.أ | نقاط |
| ---------------- | --- | --- | ----- | --- | -- | ---- | --- | ---- |
| البرازيل         | 3   | 3   | 0     | 0   | 7  | 0    | 7   | 9    |
| الولايات المتحدة | 3   | 2   | 0     | 1   | 4  | 2    | 2   | 6    |
| ألمانيا          | 3   | 1   | 0     | 2   | 2  | 6    | -4  | 3    |
| نيوزيلندا        | 3   | 0   | 0     | 3   | 1  | 6    | –5  | 0    |

## تفاصيل المباراة
| المكسيك                                              | 4–3      | البرازيل                                                         |
| ---------------------------------------------------- | -------- | ---------------------------------------------------------------- |
| زيبيدا 13'، 51' · أبونديس 28' · كواوتيموك بلانكو 62' | (Report) | 43' (ركلة.) سيرجينهو · 47' رونييليتون دوس سانتوس · 63' زي روبرتو |

| المكسيك | البرازيل |

|                 |    |                      |     |     |
|                 |    |                      |     |     |
| GK              | 1  | خورخي كامبوس         |     |     |
| CB              | 18 | سلفادور كارمونا      |     |     |
| CB              | 4  | رافاييل ماركيز       | 21' |     |
| CB              | 2  | كلاوديو سواريز (c)   | 74' |     |
| CM              | 6  | جيرمان فيا           |     |     |
| CM              | 13 | بافل باردو           |     |     |
| RM              | 19 | ميغيل زيبيدا         |     | 83' |
| LM              | 7  | رامون راميريز        |     |     |
| AM              | 10 | كواوتيموك بلانكو     | 50' |     |
| CF              | 9  | خوسيه مانويل أبونديس |     | 11' |
| CF              | 17 | فرانسيسكو بالنسيا    |     | 70' |
| بدلاء:          |    |                      |     |     |
| DF              | 14 | إيزاك تيرازاس        |     | 70' |
| MF              | 16 | خيسوس أرييانو        |     | 83' |
| المدرب:         |    |                      |     |     |
| مانويل لابوينتي |    |                      |     |     |

|                    |    |                       |           |     |
|                    |    |                       |           |     |
| GK                 | 1  | ديدا                  |           |     |
| RB                 | 3  | أودفان                |           |     |
| CB                 | 4  | جواو كارلوس           | 46' 90+2' |     |
| LB                 | 6  | سيرجينهو              |           |     |
| CM                 | 8  | إيمرسون               |           |     |
| CM                 | 5  | فلافيو كونسيساو       |           |     |
| RM                 | 20 | فامبيتا               |           |     |
| LM                 | 11 | زي روبرتو             | 5'        | 82' |
| AM                 | 17 | بيتو                  |           | 45' |
| CF                 | 7  | رونالدينيو            |           |     |
| CF                 | 10 | أليكساندرو دي سوزا    |           |     |
| بدلاء:             |    |                       |           |     |
| FW                 | 18 | رونييليتون دوس سانتوس |           | 45' |
| FW                 | 19 | وارلي دوس سانتوس      |           | 82' |
| المدرب:            |    |                       |           |     |
| فاندرلي لوكسمبورغو |    |                       |           |     |

| الحكام المساعدين: فرناندو تريكو غراسيا (الاتحاد الملكي الإسباني لكرة القدم) عوني حسونة (اتحاد الأردن لكرة القدم) |

## روابط خارجية
- تقرير نهائي البطولة كأس القارات 1999